# Lias (Geologie)
Lias (dialektal englisch lias, letztlich entlehnt aus französisch liais, liois ‚feinkörniger Sandstein‘) ist eine regional verwendete stratigraphische Bezeichnung für die rund 200–180 Millionen Jahre alte Abfolge von Sedimentgesteinen des Unterjura im Nordseeraum.
In der regionalen Geologie Mittel- und Westeuropas war Lias traditionell die Bezeichnung für den Unterjura, schloss also u. a. auch den Schwarzen Jura Süddeutschlands mit ein, bzw. wurden die Bezeichnungen Lias und Schwarzjura gleichermaßen als Synonyme für den Unterjura verwendet. Mittlerweile sind beide Begriffe jedoch auf lithostratigraphische Einheiten beschränkt, der Begriff Lias im Speziellen auf die Lias-Gruppe Großbritanniens und die untere der drei Gruppen des Norddeutschen Jura (schließt also nur das norddeutsche Pendant des Schwarzjura ein, nicht den Schwarzjura selbst).